# 陳智深
陳智深（1959年—），籍貫廣東潮陽。泰國華僑陳弼臣之孫。盤谷銀行前總裁陳有漢長子，陳智淦胞兄。陳弼臣家族成員。

## 生平
在美國接受教育。1992年進入盤谷銀行，1994年接替父親任盤谷銀行總裁之職。

## 外部連結
- Bangkok Bank History
- Asian Bank Association